# Axioma d'Arquimedes
|  | Per a altres significats, vegeu «Arquimedes (desambiguació)». |

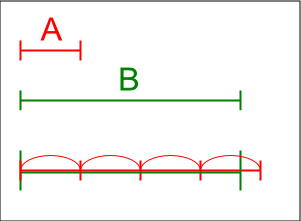
Il·lustració de la propietat arquimediana

L'axioma d'Arquimedes va ser enunciat per Arquimedes de Siracusa en la seva obra De l'esfera i el cilindre, encara que anteriorment va ser utilitzat per Èudox de Cnidos, per la qual cosa també es coneix com a axioma d'Èudox. Originalment va ser enunciat amb segments, és a dir, donats dos segments A i B, on A de longitud menor que B, sempre és possible obtenir un segment més gran que B, traçant A un nombre suficient de vegades. Això que es fa amb longituds, s'estén al cas d'àrees, volums, magnituds i nombres positius. En ell es basa l'algorisme d'Euclides de la divisió euclidiana.
Quan en una estructura algebraica es compleix l'axioma d'Arquímedes, es diu que aquesta estructura és arquimediana o que té la propietat arquimediana. La propietat arquimediana és important en la construcció dels nombres reals.

## Exemples
- (ℕ, +, ⋅, ≤) és arquimedià, és a dir, que (∀x∈ℕ+) (∀y∈ℕ) (∃n∈ℕ+) (y<n⋅x).
- (ℤ, +, ⋅, ≤) és arquimedià, és a dir, que (∀x∈ℤ+) (∀y∈ℤ) (∃n∈ℕ+) (y<n⋅x).
- El cos ordenat i commutatiu (ℚ, +, ⋅, ≤), és arquimedià, és a dir, que (∀x∈ℚ+) (∀y∈ℚ) (∃n∈ℕ+) (y<n⋅x).
- El cos ordenat, commutatiu i complet (ℝ, +, ⋅, ≤), és arquimedià, és a dir, que (∀x∈ℝ+) (∀y∈ℝ) (∃n∈ℕ+) (y<n⋅x).

Com a exemple, demostrem això últim. En efecte, raonem per reducció a l'absurd. Suposem que (∃x∈ℝ+) (∃y∈ℝ) (∀n∈ℕ+) (y ≥ n⋅x), és a dir, el conjunt A ={x, 2x, 3x, ...} està fitat superiorment (per y). A causa de l'axioma del suprem, aquest conjunt té suprem s. Com que x>0, s-x < s i, per tant, s-x ∉ CS (A), així que hi ha un element de A, a la dreta de s-x, és a dir, (∃n0 ∈ ℕ+) (s-x < n0⋅x). D'aquí, s < (n0+1)⋅x, i com (n0+1)⋅x∈A, es té que s no és el suprem de A (ni tan sols seria fita superior de A), en contra que sí que ho és.
Un exemple de cos no arquimedià seria ℚp, és a dir, el dels nombres p-àdics.

## Exercici resolt
És cert que (∀x∈ℝ+) (∃n∈ℤ+) (7/(7n+1) <x)?
Això és equivalent a «(∀x∈ℝ+) (∃n∈ℤ+) (7 <(7n+1) x)». La propietat arquimediana, si y = 7, assegura (∀x∈ℝ+) (∃n∈ℤ+) (7<n⋅x), com x>0, n⋅x < (7n+1)⋅x, obtenint el resultat requerit.